# Lena Knauss
Lena Knauss (* 6. Oktober 1984 in Böblingen) ist eine deutsche Regisseurin und Drehbuchautorin.

## Leben
Nach dem Abitur 2004 war Knauss Regiehospitantin am Maxim-Gorki-Theater in Berlin und absolvierte von 2005 bis 2012 eine Ausbildung im Fach Regie/Szenischer Film an der Filmakademie Baden-Württemberg in Ludwigsburg.
Bekannt wurde Lena Knauss durch ihren Film Kirschrot, der unter anderem während der 41. Internationalen Hofer Filmtagen gezeigt wurde. Zwei Jahre später folgte der Film Streiflichter mit Sandra Borgmann in der Hauptrolle. Auch dieser Film wurde zwei Jahre später in Hof gezeigt. 2012 folgte die deutsch-schwedische Koproduktion Geister, die ich rief mit Lisa Carlehed und Ola Rapace. Für den Film wurde Lena Knauss 2013 mit dem Studio Hamburg Nachwuchspreis in der Kategorie „Beste Regie“ ausgezeichnet.

## Filmografie
- 2003: Ohne dich[5] (Kurzfilm) – Regie und Drehbuch
- 2005: Cruely Yours (Kurzfilm) – Regie und Drehbuch
- 2006: Querulant (Kurzfilm) –  Regieassistentin
- 2006: Diesmal für immer (Kurzfilm) – Regie und Drehbuch
- 2006: Stur ist das Herz, trotzig die Sehnsucht (Kurzfilm) – Regie und Drehbuch
- 2007: Kirschrot (Kurzfilm) – Regie und Drehbuch
- 2008: Streiflichter (Kurzfilm) – Regie und Drehbuch[6]
- 2012: Geister, die ich rief – Regie und Drehbuch
- 2015: M wie Martha – Regie und Drehbuch
- 2017: Notruf Hafenkante – Regie
- 2020: Tagundnachtgleiche – Regie und Drehbuch
- 2020: Tatort: Ein paar Worte nach Mitternacht – Regie
- 2023: Das Mädchen von früher – Regie[7]